# O wojnie domowej
O wojnie domowej (łac. Commentarii belli civilis) – pamiętniki Juliusza Cezara z wojny przeciwko Pompejuszowi i senatowi. Obejmują wydarzenia z lat 49-48 p.n.e., od wkroczenia Cezara do Italii do bitwy pod Farsalos.
Pamiętniki, będące kontynuacją wspomnień opisanych w O wojnie galijskiej zaczął Cezar pisać po bitwie pod Tapsus w 46 p.n.e.
Pamiętniki o wojnie domowej nie zostały ukończone, przerwała je śmierć Cezara. Z tego względu tekst jest miejscami niedopracowany i zawiera luki. Wspomnienia dzielą się na trzy księgi, jednak fakt iż w O wojnie galijskiej Cezar zamykał w jednej księdze dzieje całego roku wskazuje, że taki układ tekstu został nadany po jego śmierci.
Po śmierci Cezara pojawiły się przypisywane mu O wojnie aleksandryjskiej, O wojnie afrykańskiej i O wojnie hiszpańskiej, mające kontynuować tok narracji.